# Eteroscacco
Eteroscacco, trimestrale di scacchi eterodossi, organo ufficiale dell'Associazione Italiana Scacchi eterodossi, fu fondato a Siena nel 1978 da Mario Leoncini che la diresse fino a tutto il 1979. Dal 1980 al 1982 la conduzione passò a Maurizio Sciam e la redazione fu portata a Roma. Dal 1983 e fino alla cessazione delle pubblicazioni nel 2000, fu direttore l'architetto Alessandro Castelli di Macerata.
Complessivamente della rivista furono pubblicati 88 numeri.
Saltuariamente la rivista ha pubblicato il supplemento Eteroscacco Problemi.